# Icarus (cràter)
Icarus és un cràter d'impacte que es troba a la cara oculta de la Lluna. Està situat a l'oest de l'enorme plana emmurallada del cràter Korolev, i a menys de dos diàmetres a l'est del cràter Daedalus. Al sud d'Icarus hi ha el cràter Amici, més petit.

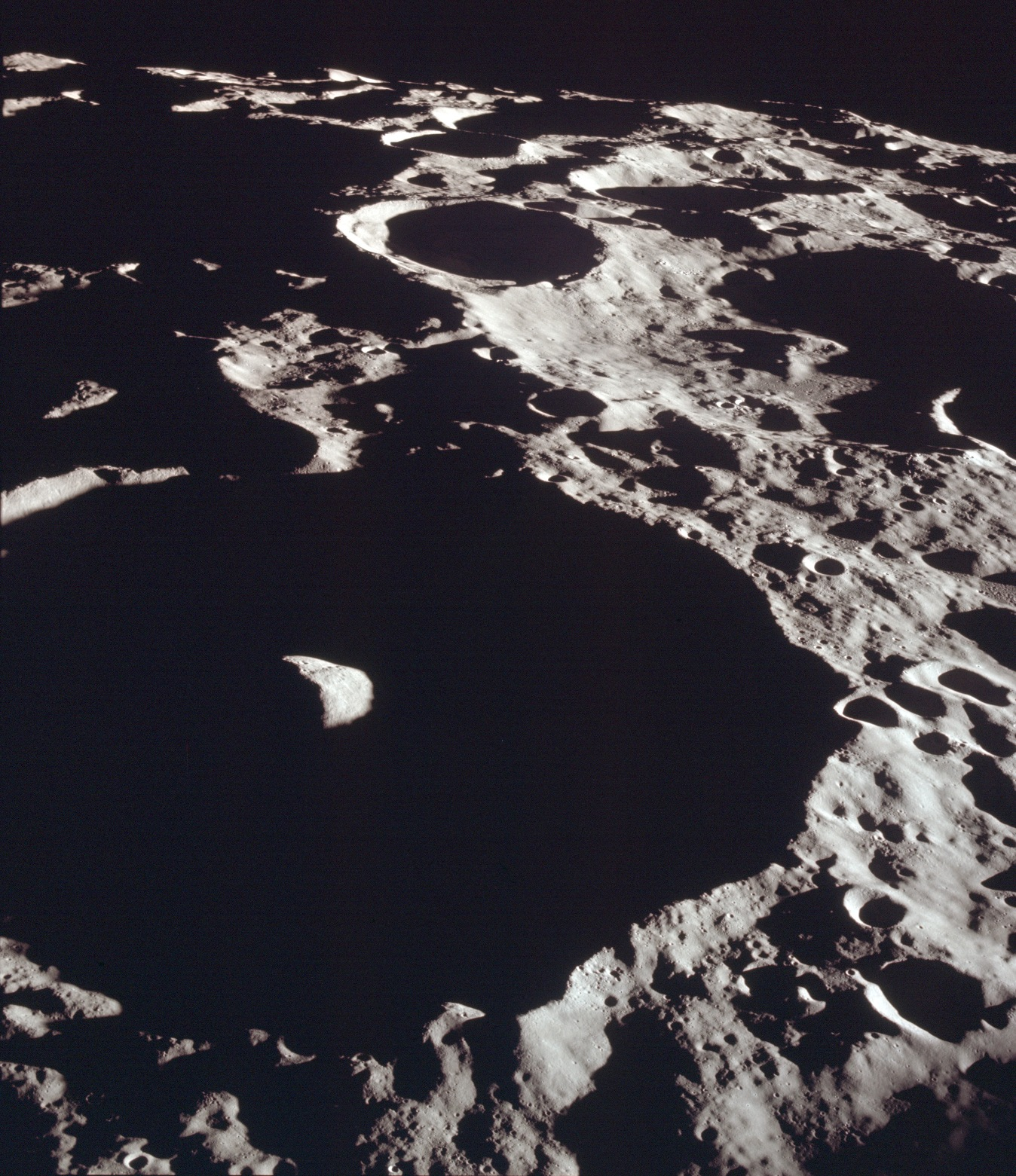
Fotografia des de l'Apollo 11
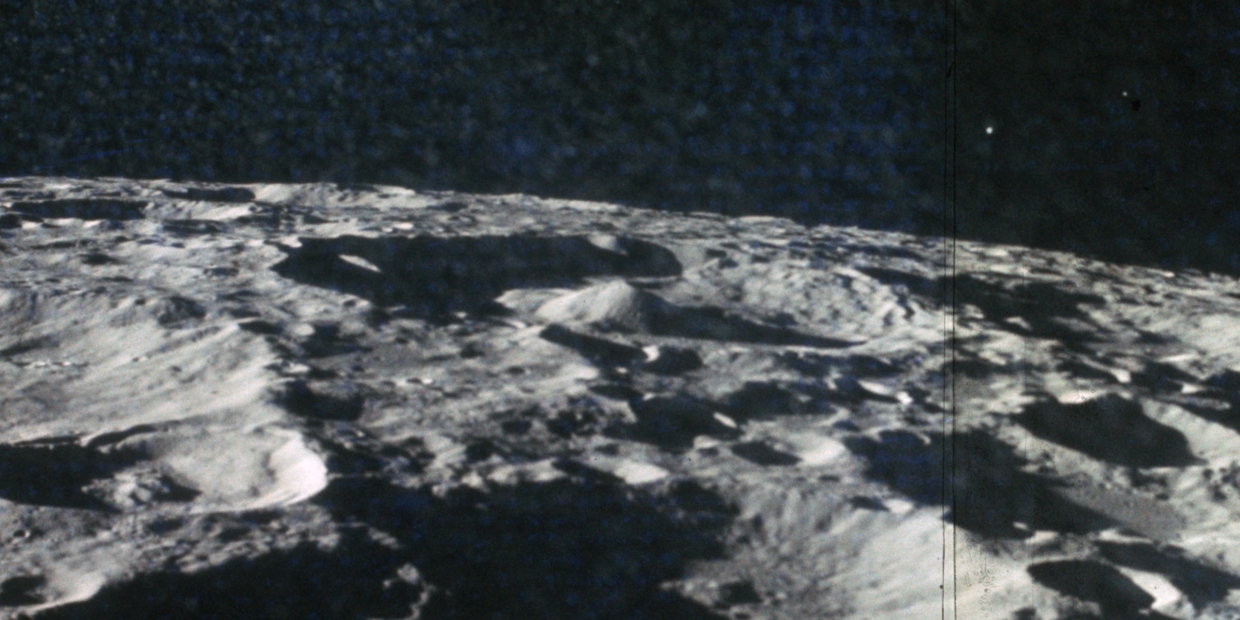
Vista oblíqua des de l'Apollo 17
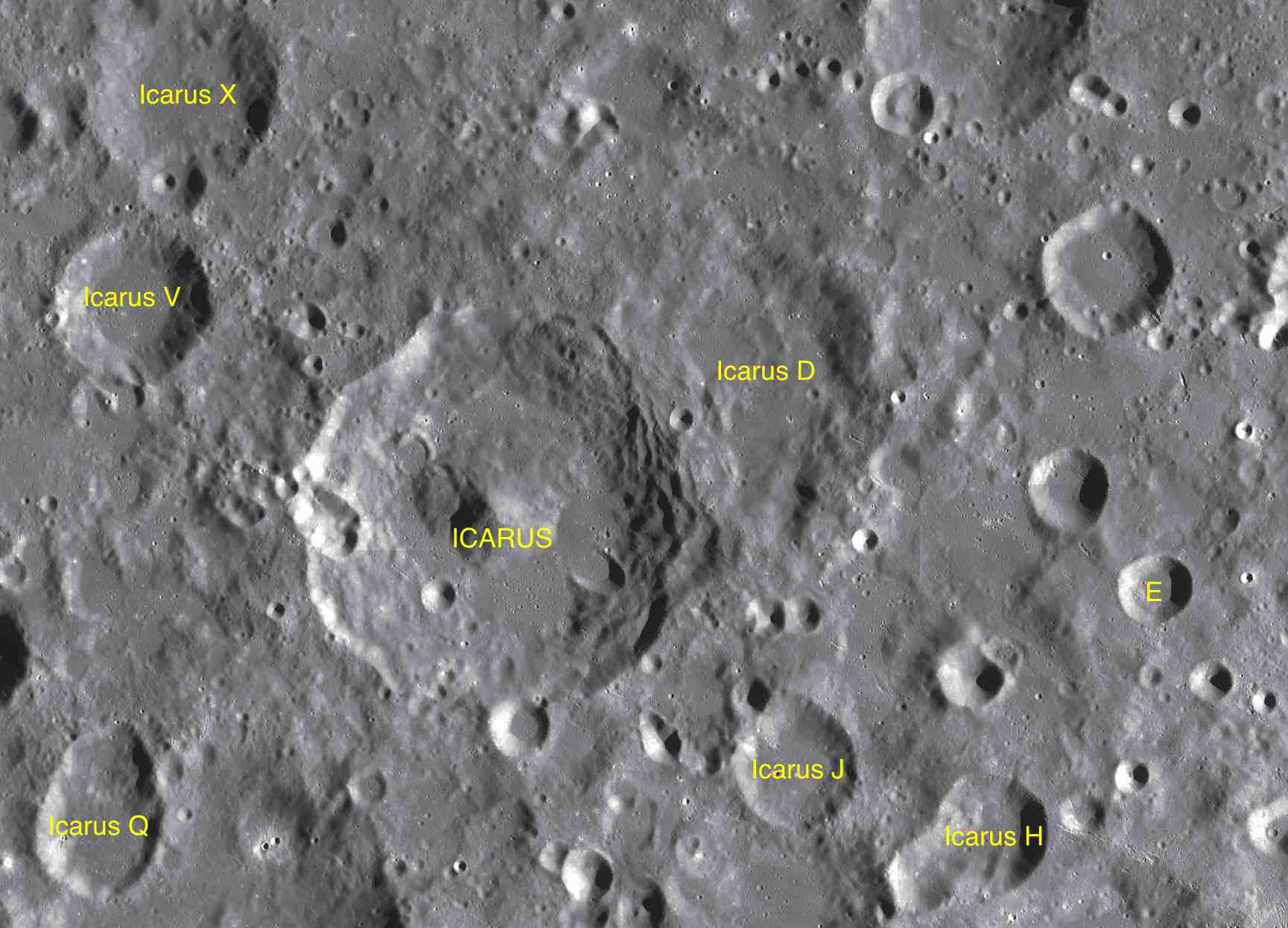
Cràters satèl·lit

Icarus té una vora desgastada i una paret interior relativament ampla. Un petit cràter travessa la vora al costat sud, i presenta un lleuger voluminós bony a l'exterior, al costat sud-oest. Presenta un pic central desproporcionadament alt, ubicat a prop del punt mig del cràter. Aquesta elevació, més alta que la vora exterior, és inusual; la majoria dels pics mesuren només la meitat de la profunditat del cràter. La resta del sòl és relativament pla a la meitat oriental i lleugerament més irregular a l'oest.

## Cràters satèl·lit
Per convenció aquests elements són identificats en els mapes lunars posant la lletra en el costat del punt central del cràter que està més proper a Icarus.
| Icarus | Coordenades                          | Diàmetre |
| ------ | ------------------------------------ | -------- |
| D      | 4° 18′ S, 171° 12′ O / 4.3°S,171.2°O | 68 km    |
| E      | 5° 12′ S, 168° 48′ O / 5.2°S,168.8°O | 12 km    |
| H      | 7° 48′ S, 169° 24′ O / 7.8°S,169.4°O | 32 km    |
| J      | 7° 18′ S, 170° 54′ O / 7.3°S,170.9°O | 32 km    |
| Q      | 7° 48′ S, 176° 12′ O / 7.8°S,176.2°O | 41 km    |
| V      | 3° 54′ S, 176° 00′ O / 3.9°S,176.0°O | 36 km    |
| X      | 2° 12′ S, 175° 30′ O / 2.2°S,175.5°O | 43 km    |